# Han Mei
Han Mei (chiń. 韩梅; ur. 27 stycznia 1998 w Hohhot) – chińska łyżwiarka szybka, trzykrotna medalistka mistrzostw świata, olimpijka.

## Wyniki

### Igrzyska olimpijskie
| Rok  | Gospodarz  | 1500 m | 3000 m | 5000 m | bieg drużynowy |
| ---- | ---------- | ------ | ------ | ------ | -------------- |
| 2018 | Pjongczang | —      | —      | —      | 5              |
| 2022 | Pekin      | 11     | 15     | 11     | 5              |

### Mistrzostwa świata na dystansach
| Rok  | Gospodarz      | 1500 m | 3000 m | bieg drużynowy |
| ---- | -------------- | ------ | ------ | -------------- |
| 2019 | Inzell         | 20     | 14     | 5              |
| 2020 | Salt Lake City | 24     | —      | —              |

### Mistrzostwa świata w wieloboju
| Rok  | Gospodarz | wielobój |
| ---- | --------- | -------- |
| 2019 | Calgary   | 18       |
| 2020 | Hamar     | 15       |